# The Tornadoes
The Tornadoes fueron una banda de música surf estadounidense originaria de Redlands (California). 

## Historia
Fueron la segunda banda en recibir difusión nacional con un instrumental de surf, después de The Marketts, con su canción "Bustin 'Surfboards", lanzada por Aertaun Records en 1962. Desde entonces, "Bustin' Surfboards" se ha convertido en un clásico y un pilar del género del surf. Una de sus distinciones y atractivos era que la canción comenzaba con el sonido del oleaje del océano y continuaba a lo largo de la canción, creando así la sensación de estar en una playa. El álbum con el mismo nombre fue lanzado el 20 de septiembre de 1963. La banda, sin embargo, no logró continuar con su éxito. Su canción "Shootin 'Beavers" fue prohibida en las emisoras de radio debido a su título. La banda cambió temporalmente su nombre a The Hollywood Tornadoes, para evitar la confusión con la banda británica, The Tornados, que estaba en las listas de éxitos con la canción "Telstar".
"Bustin' Surfboards" se incluyó en la banda sonora de Pulp Fiction en 1994, renovando así el interés por la banda. The Tornadoes continuaron actuando hasta 2007. Los miembros a partir de 2007 (incluidos cuatro miembros de la banda original) eran Gerald Sanders (bajo), Norman "Roly" Sanders (guitarra principal), Jesse Sanders (guitarra rítmica), Leonard Delaney (batería) y Joel Willenbring (saxofón).
En 2005, lanzaron un CD llamado Now and Then con el sello Crossfire Publications que contenía 29 pistas, incluidas grabaciones en vivo de su actuación en el concierto de Zappanale en Alemania en 2003, cortes de un CD de 1998 y dos nuevas grabaciones. El CD Charge Of The Tornadoes de Crossfire Publications de 2006 presentó más de sus maestros de la década de 1960 y actuaciones de Zappanale.
A pesar de que la banda anunció en su sitio web que se retirarían y dejarían de actuar a partir de noviembre de 2008, dicha retirada nunca se llevó a cabo. Durante una conversación con el jefe de Crossfire Publications, Greg Russo, el 13 de julio de 2014, el líder de Tornadoes, Gerald Sanders, confirmó que la banda todavía estaba activa.
El exmiembro de la banda Leonard Delaney murió el 5 de octubre de 2014, a los 71 años, en San Bernardino, California, por complicaciones de la enfermedad de Alzheimer .

## Discografía

### Sencillos
- "Bustin' Surfboards" (Norman Sanders, Leonard Delaney) / "Beyond the Surf" (Dave Aerni)[5] Aertaun Records (1962)
- "The Gremmie Pt. 1" / "The Gremmie Pt. 2" Aertaun Records (1962) (como The Hollywood Tornadoes)
- "Moon Dawg" / "The Inebriated Surfer" Aertaun Records (1963) (como The Hollywood Tornadoes)
- "Phantom Surfer" / "Shootin' Beavers" Aertaun Records (1963)
- "Phantom Surfer" / "Lightnin'" Aertaun Records (1964)
- "The Swag" / "Rawhide" Sundazed Music (2000)

### Álbumes
- Bustin' Surfboards Josie Records (1963); Reedición de CD: Sundazed Music (1993)

- Datos: Q452146